# NZZ am Sonntag
La NZZ am Sonntag est le titre de l'édition dominicale du quotidien germanophone zurichois Neue Zürcher Zeitung.

## Histoire
Elle paraît depuis mars 2002.